# 空の勇士
空の勇士（そらのゆうし）は、日本の軍歌（戦時歌謡・軍国歌謡）。1939年（昭和14年）夏に発生したノモンハン事件を題材に、その「ノモンハン航空戦」で勇戦した陸軍航空部隊を歌った。

## 概要
1940年（昭和15年）1月新譜臨時発売盤として、前年11月14日を期してレコード会社5社から発売された。
作品は読売新聞社が陸軍省の後援で公募し、一般人の大槻一郎作詞、蔵野今春作曲。選定に当たったのは西条八十と北原白秋であった。元詞であった一番の「明日は死ぬる」は、文部省からのクレームで「明日は死ぬぞ」に改められている。
曲と詞が合致した作品で大ヒットした。なお、キングレコードは同時期に社運を賭した「出征兵士を送る歌」に全力を傾注する為に競作には不参加であった。

## 吹き込み歌手
- コロムビアレコード: 霧島昇、藤山一郎、二葉あき子、松原操、渡辺はま子
- ビクターレコード: 徳山璉、波岡惣一郎、四家文子
- ポリドールレコード: 奥田良三、関種子、東海林太郎、小林千代子
- テイチクレコード: 桜井健二、鬼俊英、服部富子、中村征子
- タイヘイレコード: 立花ひろし、渡辺光子